# Pietro Aretino
Pietro Aretino właściwie Pietro Bacci (ur. 20 kwietnia 1492 w Arezzo, zm. 21 października 1556 w Wenecji) – pisarz włoski, twórca renesansu, autor listów poświęconych aktualnym problemom politycznym, ukazujących obyczajowość dworu i mieszczaństwa. Nazywany często „Biczem Książąt”. Znany zarówno ze skandalizujących dialogów opisujących życie seksualne kurtyzan (Ragionamenti), jak i z dzieł o tematyce głęboko religijnej. Uznawany za twórcę literackiej pornografii.

## Życiorys
Pietro Aretino był znanym kronikarzem, który przebywał w otoczeniu papieży i sławę zdobył dzięki swym ciętym, bardzo odważnym satyrom i paszkwilom. Pietro urodził się w 1492 roku w Arezzo. Od nazwy miejscowości, z której pochodził wzięło się jego nazwisko. Aretino władał bardzo „ostrym piórem” i nie bał się krytykować wad żadnych przedstawicieli ówczesnego społeczeństwa, z biskupami i szlachtą włącznie. Już jako młodzieniec brał udział w licznych ucztach z papieżami, kardynałami i kurtyzanami, przyglądając się życiu Kurii od środka.

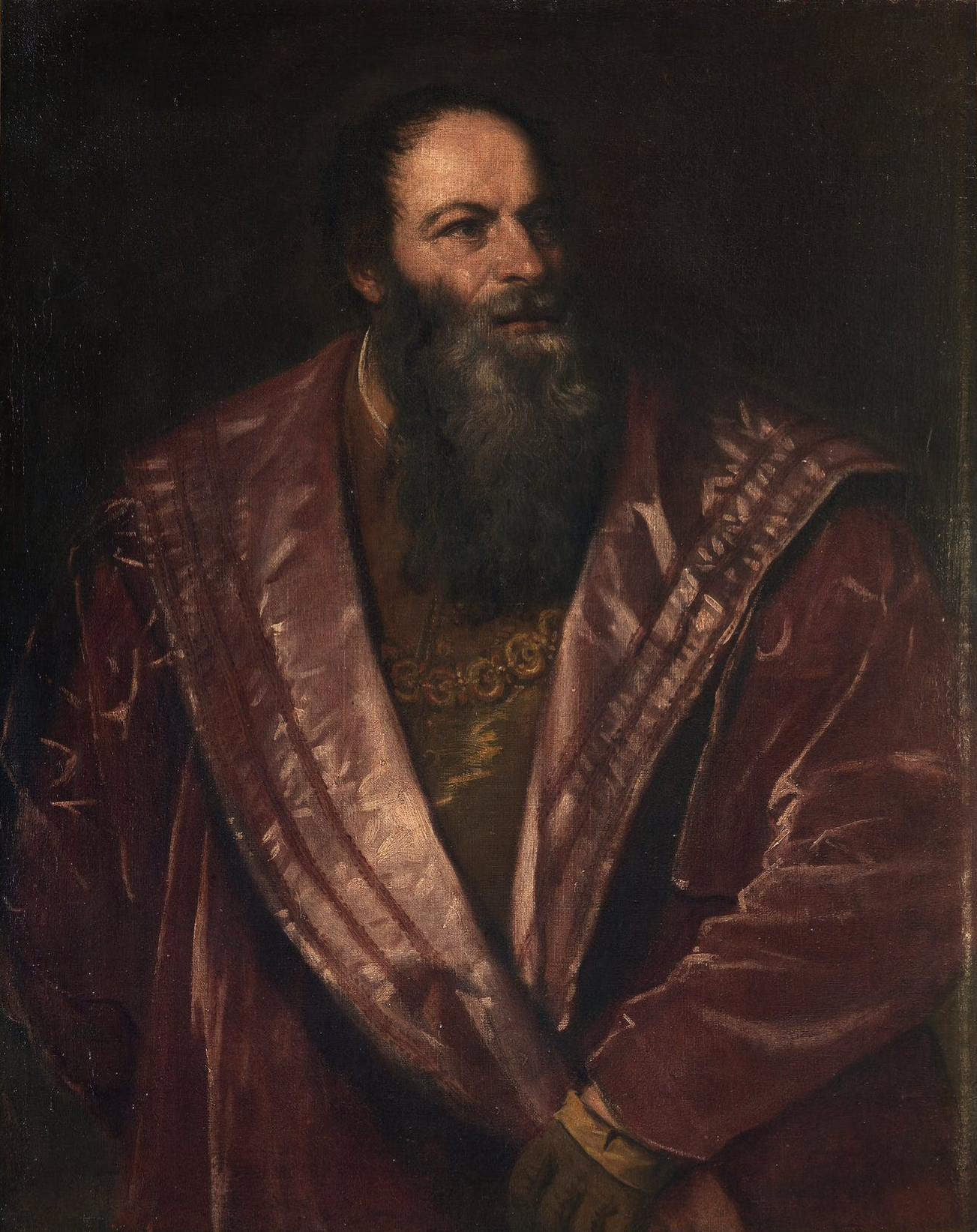
Pietro Aretino

Zarówno królowie, jak i papieże odczuwali przed nim respekt. Niejednokrotnie podkreślał, że tylko przedstawia społeczeństwo, i że nie jest jego winą, „iż obraz obyczajów wypada fatalnie”.
Aretino widział siebie jako „sekretarza całego świata”. Wielbiciele nazywali go „divino”, czyli boski. Za życia zdobył bardzo duże poważanie, z jego opiniami liczyło się wielu dostojników kościelnych i świeckich, myślicieli i pisarzy, zarówno w Rzymie, jak i Wenecji. Do najbliższych jego przyjaciół należeli artyści (Tycjan, Jacopo Sansovino, Tintoretto, Giulio Romano, Vasari), poeci (Ariosto, Bernardo Tasso), literaci (Benedetto Varchi, Paolo Manuzio, Carlo Tolomei), uczeni (Trifone Gabrielli), historycy (Giovio) i słynne kobiety (Vittoria Colonna).
Potężni królowie i cesarze starali się zdobyć przychylność tego literata. Zarówno cesarz Karol V, jak i król francuski Franciszek I wykorzystywali dla swoich celów zjadliwy kunszt Aretina. Jego mecenasami byli także m.in. papież Leon X i Klemens VII, którzy starali się wykorzystać zdolności satyryczne pisarza do swoich interesów politycznych.
Największą sławę Aretino zdobył wraz z pojawieniem się na Piazza Navona marmurowego popiersia Pasquina, rzymianie bowiem umieszczali na nim swoje komentarze dotyczące wydarzeń w mieście i krytykę pod adresem różnych świeckich i duchownych możnych. Aretino swymi pasquinatami występował przeciwko nadużyciom kurii i obyczajom duchowieństwa, ale nigdy nie walczył z papiestwem jako instytucją, dlatego był zawsze mile widziany na papieskim dworze. Nie był jednak całkowicie obiektywny, ponieważ za określoną sumę, można było kupić jego przychylność i milczenie. Aby uzyskać jego dyskrecję, możni obdarowywali go najróżniejszymi podarunkami. Papież Urban VII podarował mu na przykład pięknego konia, od którego całą rasę nazwano aretino. Aretino prowadził bardzo wystawny i swobodny styl życia, nie stronił od kobiet i młodych chłopców, a mimo to papieże zabiegali o jego względy.

## Twórczość

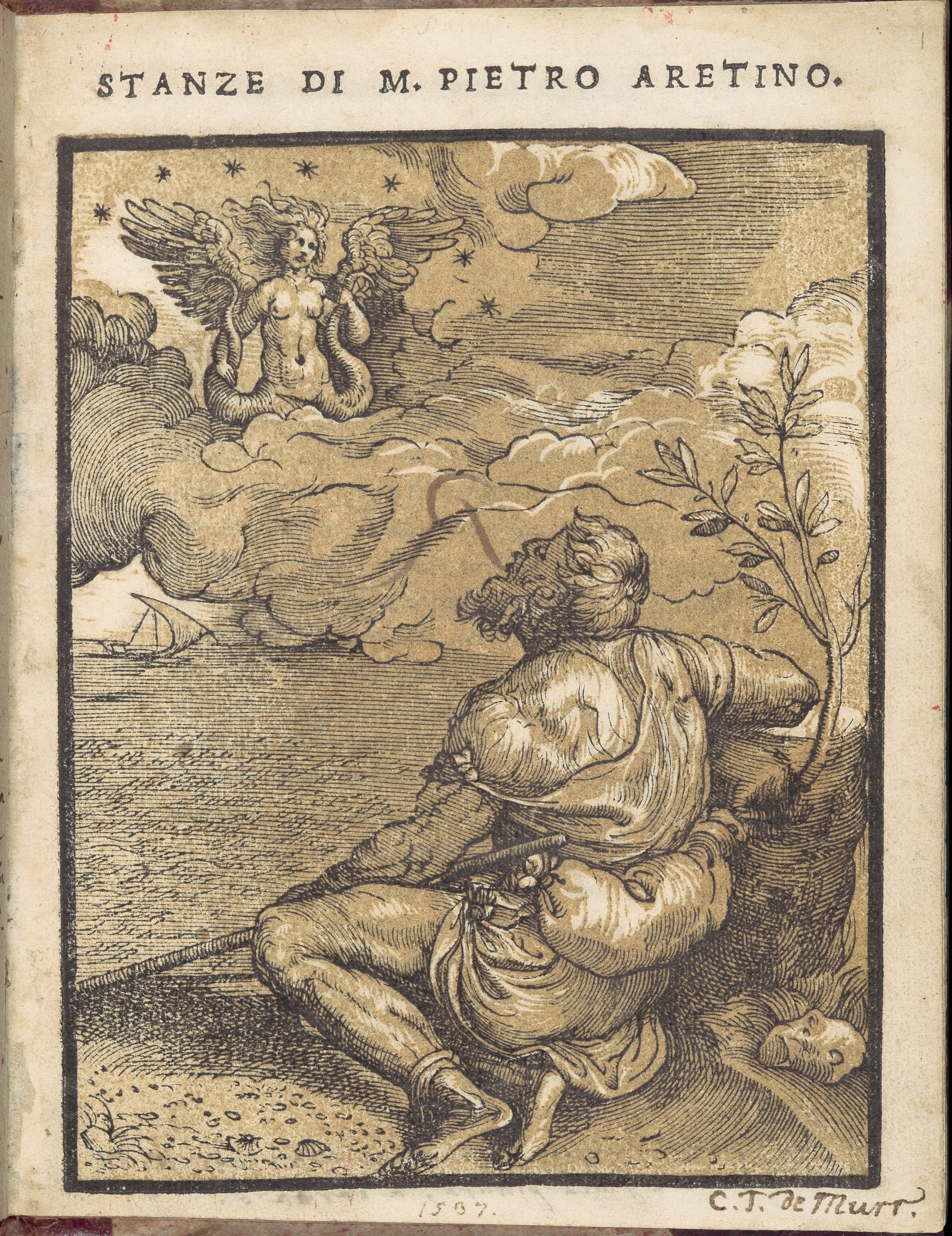
Stanze di Pietro Aretin, 1537

Cieszył się poparciem wielu możnych, uprawiał różne gatunki literackie:
- poematy religijne
- komedie (La cortigiana 1526)
- sonety
- dialogi
- rozważania włożone w usta kurtyzan (Ragionamenti 1536-56, Żywoty kurtyzan 1536) – odbicie renesansowej swobody erotycznej

## Dzieła
- Sonetti lussuriosi (około 1523)
- Ragionamenti (1534, 1536)
- IL marescalco (1534)
- La cortigiana (1535)
- La Talanta (1542)
- Lo Hipocrito (1540)
- IL Filosofo (1544)
- L’Horatio, (1546)
- Listy (1569-1557)